# Lane Loge

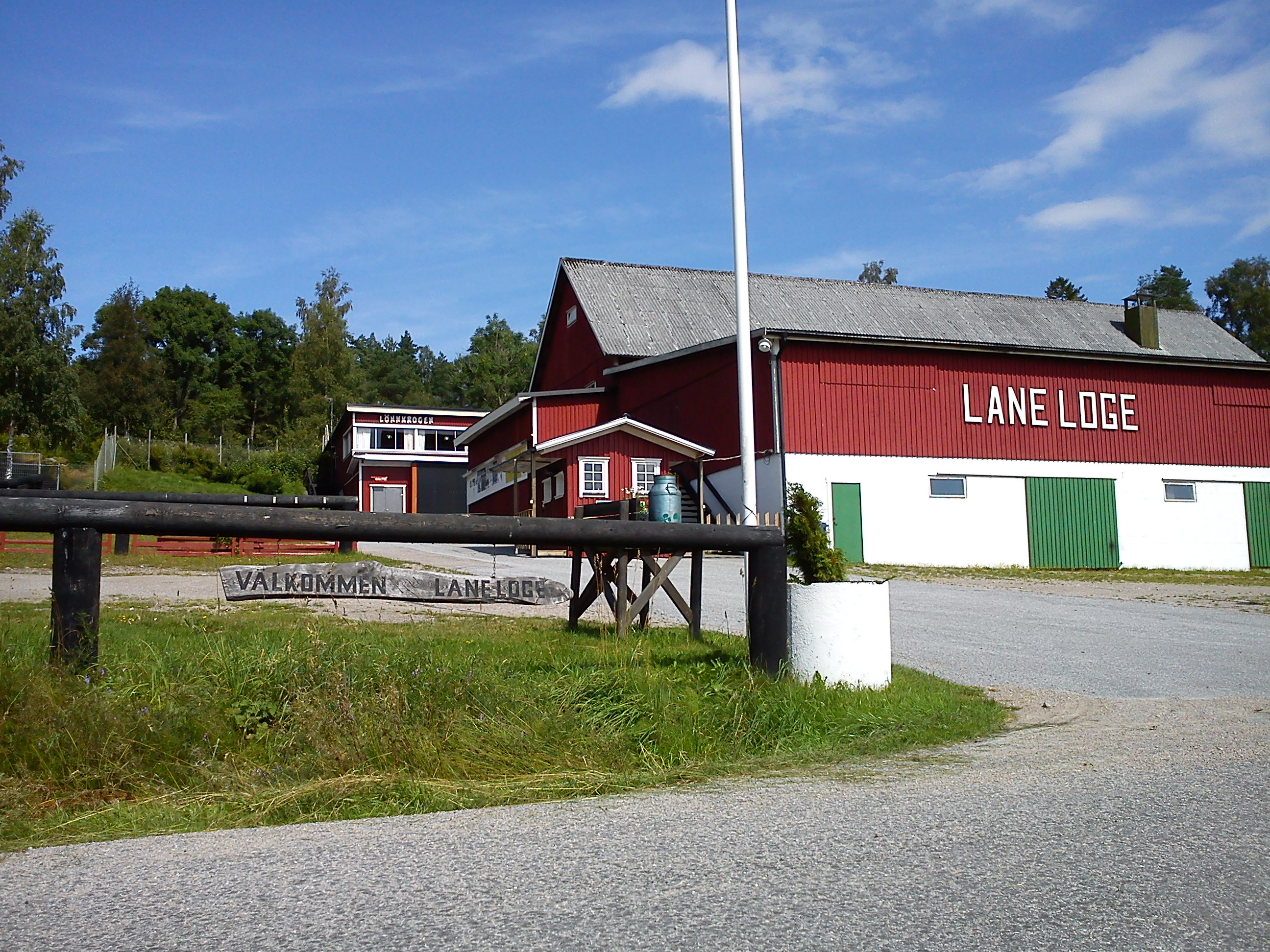
Nöjesinrättningen Lane Loge med danslokal och restaurangen Lönnkrogen.

Lane Loge är mest känt för att arrangera dans till landets mest populära dansband sedan 1984. Med tiden har dock företaget breddat sin verksamhet och har idag en bred verksamhet med konferens, fotbollsgolf, femkamp, restaurang med catering, stugby och ställplatser för husbilar och husvagnar. Många förlägger hundkurser, MC-träffar, släktkalas och annat som kräver stora ytor. 

## Adress
Kasebuane 284, 451 93 Uddevalla

## GPS Koordinater
- WGS 84 (lat, lon): N 58° 20.993, E 11° 56.417
- WGS 84 decimal (lat, lon): 58.34988, 11.94029
- RT90: 6476124, 1273767
- SWEREF99: 6471736, 320949